# Acanthodelta simplex
Acanthodelta simplex là một loài bướm đêm trong họ Noctuidae.